# Canton de Malicorne-sur-Sarthe
Le canton de Malicorne-sur-Sarthe est une ancienne division administrative française située dans le département de la Sarthe et la région Pays de la Loire.

## Géographie
Ce canton était organisé autour de Malicorne-sur-Sarthe dans l'arrondissement de La Flèche. Son altitude variait de 27 m (Dureil) à 108 m (Courcelles-la-Forêt) pour une altitude moyenne de 53 m.

## Symboles touristiques

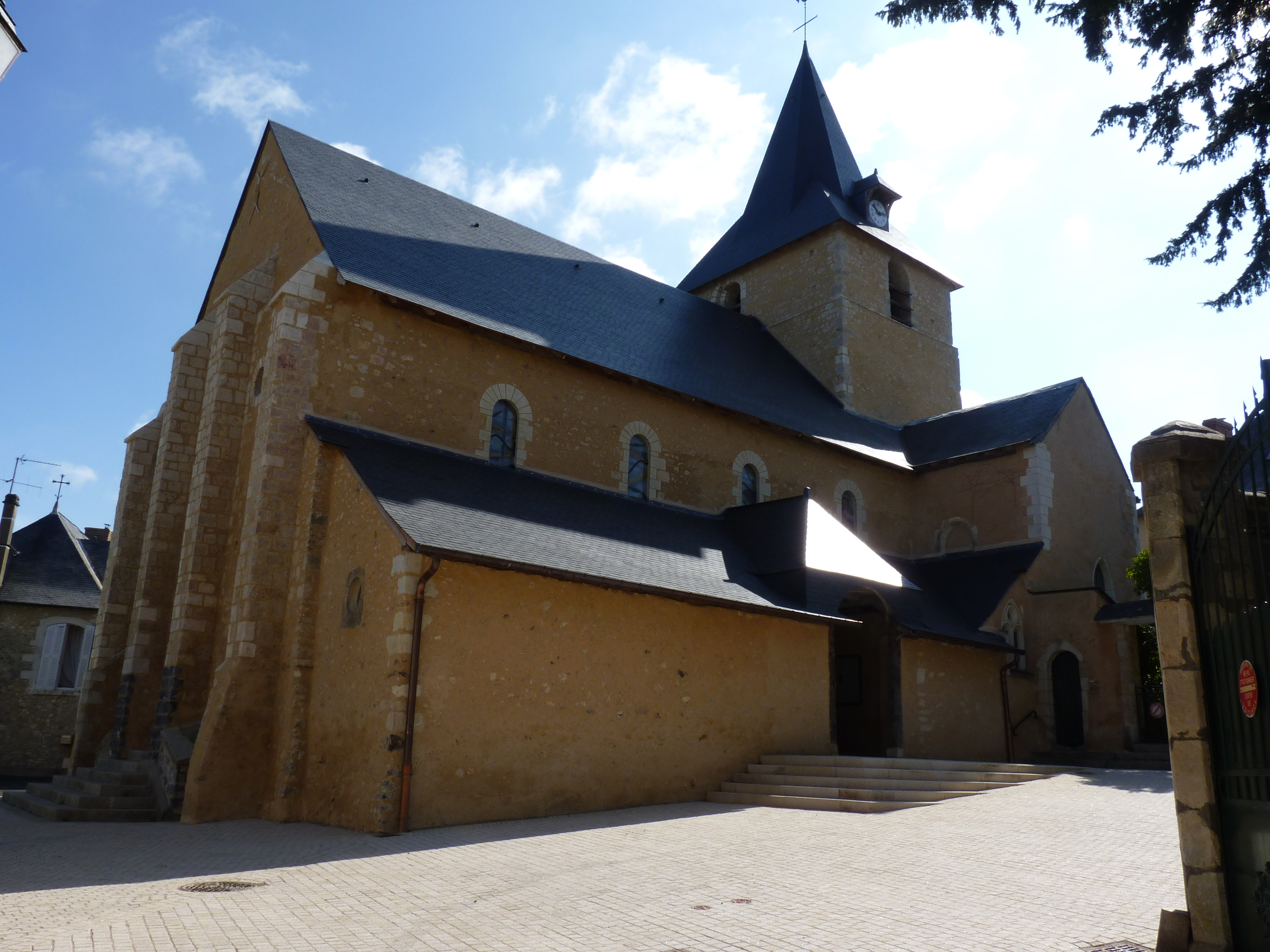
L'église Saint-Sylvestre de Malicorne-sur-Sarthe. Malicorne, connue pour ses faïences et son patrimoine.
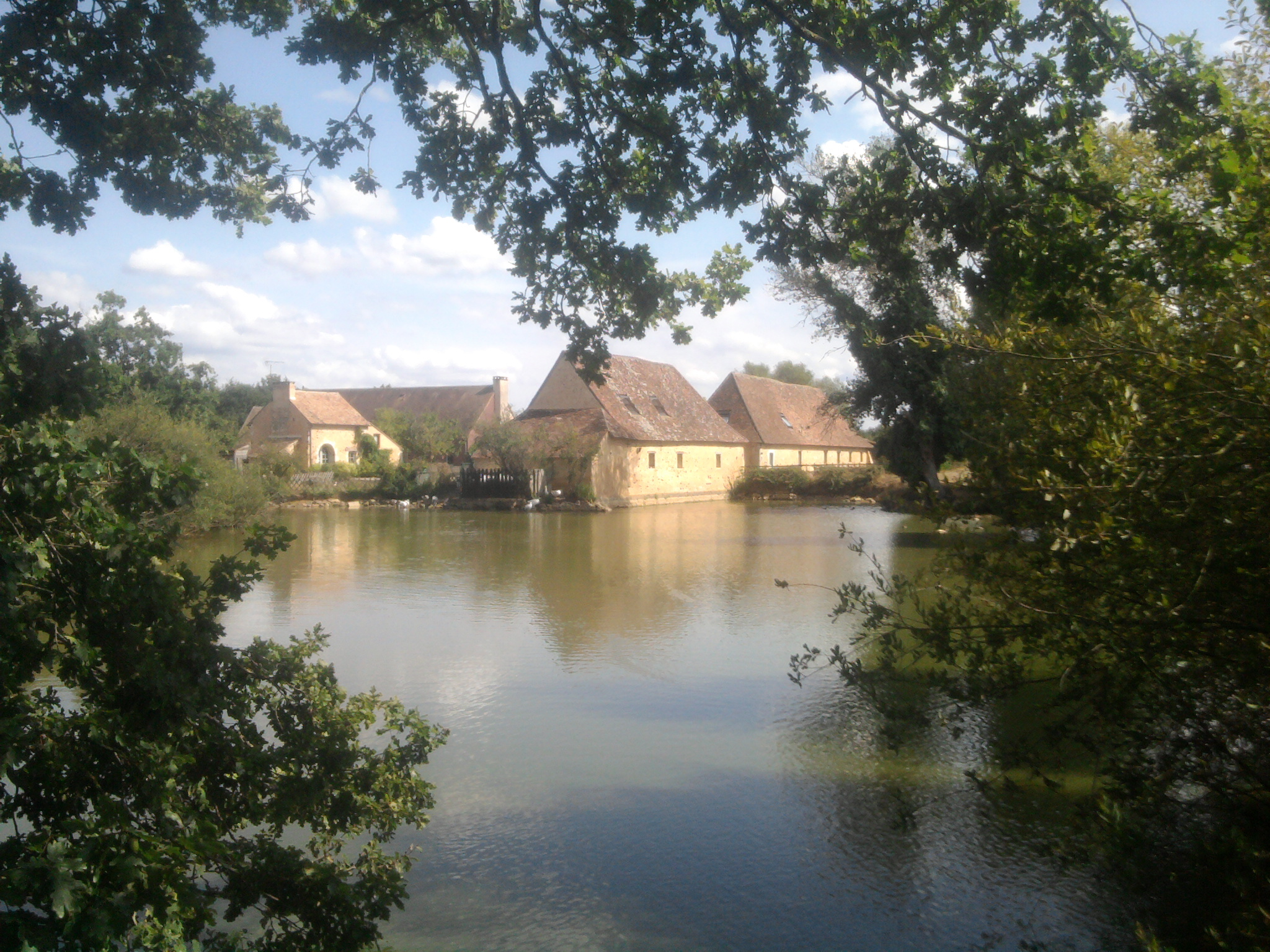
Gite des Mesangères à Mézeray. Mézeray, connue pour son gîte et ses 50 km de chemins de randonnée.

## Économie
Les communes de Malicorne-sur-Sarthe, de Mézeray et de Noyen-sur-Sarthe sont les communes du canton offrant le plus de services à la population. Ces trois communes disposent notamment de zones artisanales.
Plus précisément, Noyen-sur-Sarthe dispose d'une zone artisanale accueillant 8 entreprises, d'une zone commerciale regroupant neuf entreprises et d'une zone industrielle où se situe l’unité de production de la literie Bultex du groupe international Copirel.
Il est à noter également que la commune du Bailleul accueille sur son territoire le Pôle Santé Sarthe et Loir. Ouvert depuis 2007, ce centre hospitalier est né de la fusion des hôpitaux des villes de Sablé-sur-Sarthe et de La Flèche. D'une superficie de 31 000 m2, cet hôpital emploie plus de 1 000 personnes et répond à un bassin de population de 110 000 personnes du sud-Sarthe.
Toujours sur la commune du Bailleul, la Communauté de communes de Sablé-sur-Sarthe, la Communauté de communes du Pays Fléchois et la Communauté de communes du Pays Malicornais ont développé une zone d'activités nommée Ouest Park. Juste à côté du Pôle Santé Sarthe et Loir et de l'échangeur Sablé-La Flèche de l'autoroute A11, cette zone d'activités de 150ha regroupe de nombreuses entreprises du secteur industriel en passant par le secteur tertiaire.

## Administration

### Conseillers généraux de 1833 à 2015
| Période | Période          | Identité                                                         | Étiquette          | Qualité |
| ------- | ---------------- | ---------------------------------------------------------------- | ------------------ | --- |
| 1833    | 1852             | Comte Alfred de Beaunay                                          |                    | Ancien capitaine de cavalerie, propriétaire à Noyen-sur-Sarthe                                                             |
| 1852    | 1863 (décès)     | Raymond du Fresche de la Villorion                               |                    | Propriétaire au Mans, ancien garde du corps du roi, maire de Noyen-sur-Sarthe                                              |
| 1863    | 1880 (démission) | Marquis Robert Michel de Chamillart comte de La Suze (1836-1898) | Droite             | Propriétaire à Courcelles                                                                                                  |
| 1880    | 1886             | Alphonse Le Porché                                               | Républicain        | Avocat, député (1882-1889), sénateur (1891-1902), maire de Noyen-sur-Sarthe, ancien conseiller général du canton du Mans-2 |
| 1886    | 1890 (décès)     | Marquis Robert Michel de Chamillart de La Suze                   | Droite             | Propriétaire à Courcelles                                                                                                  |
| 1890    | 1902 (décès)     | Alphonse Le Porché                                               | Rad.               | Avocat, député (1882-1889), sénateur (1891-1902), maire de Noyen-sur-Sarthe                                                |
| 1902    | 1910             | Alain Leret d'Aubigny                                            | Conservateur       | Maire de Noyen-sur-Sarthe, député (1905-1906 et 1914-1924), secrétaire d'État (1922-1924)                                  |
| 1910    | 1927 (démission) | Joseph Boulvert                                                  | Rad.               | Minotier, maire de Malicorne-sur-Sarthe                                                                                    |
| 1927    | 1940             | Basile Fortin                                                    | Rad.               | Instituteur honoraire, maire de Malicorne-sur-Sarthe, nommé conseiller départemental en 1943                               |
|         |                  |                                                                  |                    | |
| 1945    | 1967             | Comtesse Renée Armand                                            | DVD-RPF-RS         | Propriétaire à Noyen-sur-Sarthe (château de Montabon)                                                                      |
| 1967    | 1981 (décès)     | Léon Lebrun                                                      | FGDS puis Soc.ind. | Directeur d'école, maire de Noyen-sur-Sarthe (1977-1981)                                                                   |
| 1981    | 1994 (démission) | Gérard Blu                                                       | DVD                | Cultivateur, maire de Ligron                                                                                               |
| 1994    | 2015             | Chantal Albagli                                                  | UMP                | Décoratrice d’art, maire de Dureil (1983-2020), vice-présidente du conseil général                                         |

Le canton participe à l'élection du député de la quatrième circonscription de la Sarthe.

### Conseillers d'arrondissement (de 1833 à 1940)
| Période                                  | Période | Identité                                             | Étiquette | Qualité |
| ---------------------------------------- | ------- | ---------------------------------------------------- | --------- | --- |
| 1833                                     |         | Jean Jacques Charles Louis Rouillon-Frin (1776-1855) |           | Ancien receveur particulier de l'arrondissement de Château-Gontier, propriétaire du château et maire de Dureil |
|                                          |         |                                                      |           | |
| 1927                                     | 1937    | Victor Gourdin                                       | Rad.      | Négociant, maire de Mézeray                                                                                    |
| 1937                                     | 1940    | Émile-Auguste Tessier                                | RG        | Faïencier à Malicorne-sur-Sarthe                                                                               |
| 1940                                     |         |                                                      |           | Les conseils d'arrondissement ont été suspendus par la loi du 12 octobre 1940 et n'ont jamais été réactivés    |
| Les données manquantes sont à compléter. |         |                                                      |           | |

## Composition

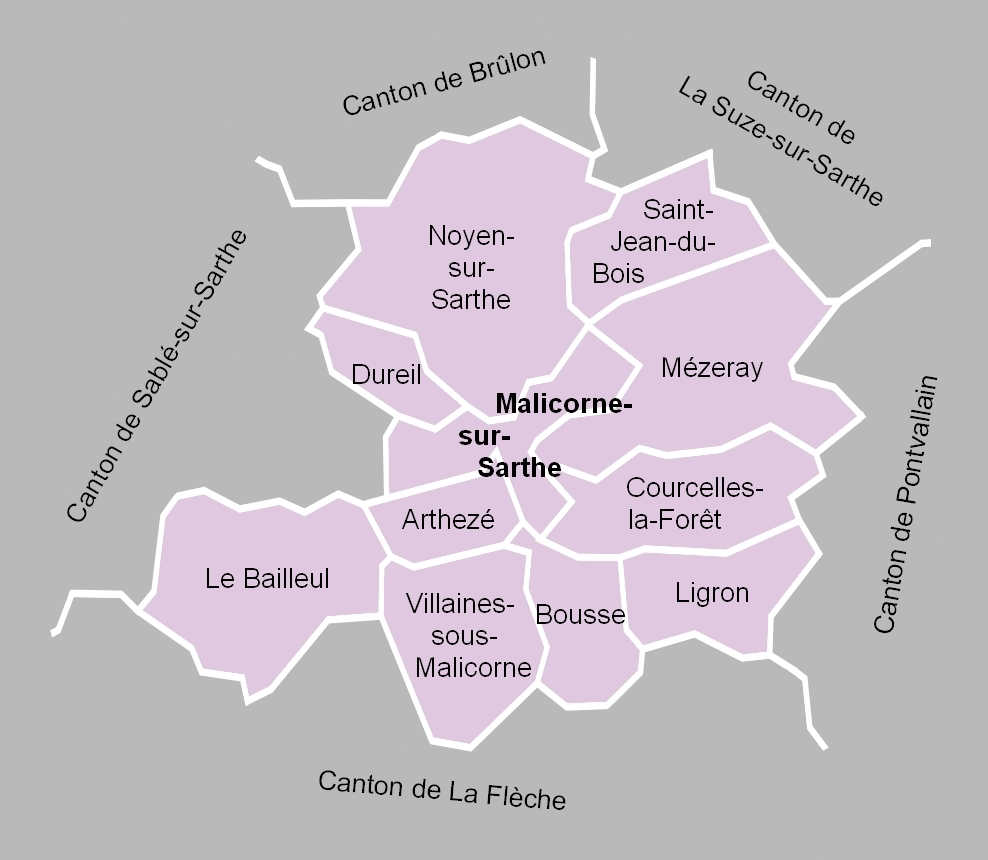
La carte des communes du canton. Les cantons limitrophes étaient ceux de Sablé-sur-Sarthe, de Brûlon, de La Suze-sur-Sarthe, de Pontvallain et de La Flèche.

Le canton de Malicorne-sur-Sarthe regroupait onze communes et comptait 11 144 habitants (population municipale 2012).
| Communes                 | Population (2012) | Code postal | Code Insee |
| ------------------------ | ----------------- | ----------- | ---------- |
| Arthezé                  | 404               | 72270       | 72009      |
| Le Bailleul              | 1 239             | 72200       | 72022      |
| Bousse                   | 435               | 72270       | 72044      |
| Courcelles-la-Forêt      | 411               | 72270       | 72100      |
| Dureil                   | 68                | 72270       | 72123      |
| Ligron                   | 505               | 72270       | 72163      |
| Malicorne-sur-Sarthe     | 1 915             | 72270       | 72179      |
| Mézeray                  | 1 885             | 72270       | 72195      |
| Noyen-sur-Sarthe         | 2 676             | 72430       | 72223      |
| Saint-Jean-du-Bois       | 634               | 72430       | 72293      |
| Villaines-sous-Malicorne | 1 033             | 72270       | 72377      |

À la suite du redécoupage des cantons pour 2015, les communes d'Arthezé, Bousse, Courcelles-la-Forêt, Ligron et Villaines-sous-Malicorne sont rattachées au canton de La Flèche, les communes de Malicorne-sur-Sarthe, Mézeray et Saint-Jean-du-Bois à celui de La Suze-sur-Sarthe, la commune de Noyen-sur-Sarthe à celui de Loué et les communes du Bailleul et Dureil à celui de Sablé-sur-Sarthe.
Contrairement à beaucoup d'autres cantons, le canton de Malicorne-sur-Sarthe n'incluait aucune commune supprimée depuis la création des communes sous la Révolution.

## Démographie
| 1962  | 1968  | 1975  | 1982  | 1990  | 1999  | 2006   | 2011   | 2012   |
| ----- | ----- | ----- | ----- | ----- | ----- | ------ | ------ | ------ |
| 9 234 | 8 875 | 8 603 | 8 896 | 8 705 | 9 066 | 10 453 | 11 117 | 11 144 |